# Marnay, Vienne

Marnay este o comună în departamentul Vienne, Franța. În 2009 avea o populație de 616 de locuitori.